# Villeiriz
Villeiriz (llamada oficialmente San Salvador de Vileiriz) es una parroquia y una aldea española del municipio de Páramo, en la provincia de Lugo, Galicia.

## Organización territorial
La parroquia está formada por dos entidades de población:
- Outeiro
- Vileiriz

## Demografía

### Parroquia
| Gráfica de evolución demográfica de Villeiriz (parroquia) entre 2000 y 2020 |
|                                                                             |
| Datos según el nomenclátor publicado por el INE.                            |

### Aldea
| Gráfica de evolución demográfica de Vileiriz (aldea) entre 2000 y 2020 |
|                                                                        |
| Datos según el nomenclátor publicado por el INE.                       |